# Humphrey Cooke
Humphrey Cooke, conhecido nos documentos portugueses como Inofre Coque, foi um militar britânico, primeiro governador britânico da cidade de Mumbai durante o Raj Britânico. Por ter sucedido a Sir Abraham Shipman o comando da força enviada para o efeito, coube-lhe aceitar a cedência da cidade por parte vice-rei português António de Melo e Castro em cumprimento do Tratado de 23 de Julho de 1661 que regulou o dote de casamento da princesa Catarina de Bragança com o rei Carlos II da Inglaterra.
Aquartelado na ilha de Angediva, Cooke completou as negociações para a entrega da praça e porto de Bombaim iniciadas por Sir Abraham Shipman, tomando posse da cidade e porto e assumindo o cargo de governador a 18 de Fevereiro de 1665, depois de ter sido transportado de Angediva para Bombaim por três navios da East India Company.
Shafaat Ahmad Khan afirma que Cooke tomou pessoalmente posse e entrega do dito porto e cidade de Bobaim, entrando nela, tomando na sua mão terra e pedras, entrando e caminhando nos seus bastiões, pondo as suas mãos nas respectivas paredes, e fazendo todas os actos do estilo que eram necessários sem impedimento ou contradição.
Cooke cessou funções em 5 de Novembro de 1666 e regressou a Inglaterra. Os acordos que negociou com os portugueses foram subsequentemente repudiados pelo rei Carlos II de Inglaterra. Durante a sua estadia na Índia adquiriu dos portugueses as praças de Maim, Sião, Dharavi e Vadala, colocando-as sob controlo britânico.